# 阿的里-烏拉爾
阿的里-烏拉爾，是俄羅斯一個歷史上的區域。今屬於6個共和國：巴什科爾托斯坦共和国、楚瓦什共和国、韃靼斯坦共和國、马里埃尔共和国、莫尔多瓦共和国、乌德穆尔特共和国。突厥語尤其是韃靼語是當地主要語言。
阿的里-烏拉爾也是伏爾加聯邦管區核心部分，伊斯蘭教和東正教是主要信仰。
在俄羅斯16世紀征服當地前，當地主要居民是烏拉爾民族和各突厥帝國，如伏爾加保加利亞、金帳汗國和喀山汗國。